# Lucas Xavier Urias
Lucas Xavier Urias (* 20. Februar 1998) ist ein brasilianischer Fußballspieler.

## Karriere
Urias begann seine Karriere bei Red Bull Brasil. Nachdem er dort für die U20-Mannschaft gespielt hatte, wechselte er im Januar 2017 zum österreichischen Zweitligisten FC Liefering. Er kam bis zum Ende der Saison 2016/17 zu fünf Einsätzen in der zweiten Liga und kehrte anschließend nach Brasilien zurück.
Im Januar 2019 wechselte er auf Leihbasis zu AA Internacional. Für Internacional absolvierte er drei Spiele in der zweiten Spielklasse der Staatsmeisterschaft von São Paulo. Red Bull Brasil wurde mit dem Ende dieser im April aufgelöst. Daraufhin wechselte er im Juni 2019 zu Grêmio Esportivo Osasco und im Februar 2021 zum AA Caldense. Er verließ den Klub nach einem Jahr wieder, war daraufhin kurzzeitig vereinslos und fand im Sommer 2022 mit dem Rio Claro FC einen neuen Verein, den er jedoch bereits nach vier Monaten wieder verließ. Seitdem ist kein weiterer Verein Urias mehr bekannt (Stand: März 2025).